# Lijst van burgemeesters van Poortugaal
Dit is een lijst van burgemeesters van de voormalige Nederlandse gemeente Poortugaal tot die gemeente op 1 januari 1985 opging in de nieuwe gemeente Albrandswaard.
| Ambtsperiode | Naam burgemeester                  | Partij of stroming | Bijzonderheden |
| ------------ | ---------------------------------- | ------------------ | --- |
| 18?? - 1834? | J.B. Vermaat                       |                    | |
| 1834 - 1851  | Petrus Cornelius Kluit             |                    | tevens burgemeester van Hoogvliet (1839-1851) en Albrandswaard (1841-1842) |
| 1851 - 1872  | W.C.A. Vaupel Kleijn               |                    | tevens burgemeester van Hoogvliet, eerder burgemeester van Everdingen (1844-1846), Schipluiden (1846-1847), Zevenhoven en Nieuwveen (1847-1851)                                                                          |
| 1873 - 1886  | J. Nolen                           |                    | tevens burgemeester van Hoogvliet, eerder burgemeester van Woerden |
| 1886 - 1910  | Andries (A.) van der Poest Clement |                    | tevens burgemeester van Hoogvliet |
| 1910 - 1946  | Frans (F.) van der Poest Clement   |                    | Er is een straat naar hem genoemd, de F. van der Poest Clementlaan. Dit is de straat van het metrostation richting het oude centrum van Poortugaal. Het huis wat hij daar bouwde is niet meer in gebruik als ambtswoning |
| 1946 - 1953  | A.K.H. Breebaart                   | PvdA               | |
| 1954 - 1966  | Bram (A.D.) van Dijk               | PvdA               | eerder burgemeester van Oude-Tonge |
| 1967 - 1973  | Jacob (J.) van Huis                | PvdA               | eerder burgemeester van Rolde, later van Wageningen |
| 1973 - 1980  | Nico (N.) Hesseler                 | PvdA               | tevens anderhalf jaar waarnemend burgemeester van Heenvliet en Geervliet |
| 1980 - 1985  | Wim (W.) van 't Veld               | PvdA               | eerder burgemeester van Heinenoord |